# Stéphane Dion
Stéphane Maurice Dion (Quebec, 28 de septiembre de 1955) es un político canadiense. Diputado federal por la circunscripción de  Saint-Laurent-Cartierville en el distrito de Montreal, fue líder del Partido Liberal de Canadá y líder de la Oposición en la Cámara de los Comunes de Canadá de diciembre de 2006 hasta diciembre de 2008 que fue reemplazado por Michael Ignatieff. Es federalista y durante su etapa como ministro de Asuntos Gubernamentales de Canadá entre 1996 y 2003, en el año 2000, fue impulsor de la llamada Ley de Claridad en la que se establecieron los criterios por los que Quebec podría ser independiente. De 2004 a 2006 fue Ministro de Medio Ambiente.

## Biografía
Nació en Quebec. Fue el segundo de cinco hermanos. Su padre fue Léon Dion, académico federalista, su madre Denyse Kormann, era francesa originaria de París. Estudió en la Universidad Laval (1977-79) antes de obtener un doctorado en sociología en el Instituto de Estudios Políticos de París. Es titular de un doctorado honorífico de la Universidad Carlos III de Madrid. 
Antes de incorporarse a la política fue profesor de ciencias políticas en la Universidad de Moncton en 1984 y en la Universidad de Montreal de 1984 a enero de 1996. Es especialista del estudio de administración pública y de análisis y teoría de organización.

### Trayectoria política
Dion fue miembro del Partido liberal de Canadá en la Cámara de los Comunes, por la circunscripción de Saint-Laurent-Cartierville en Quebec desde 1996. Fue elegido por primera vez en una elección parcial en 1996 y reelegido en 1997, 2000, 2004, 2006 y 2008.
En 1996 fue presidente del Consejo Privado y Ministro de Asuntos Intergubernamentales (1996-2003)  lo que implicó de hecho su entrada en el Consejo Privado de la Reina para Canadá (lo que le permite incorporar las iniciales CP a su nombre) y la inclusión de la palabra "honorable". Como Ministro de Asuntos Intergubernamentales en el gabinete de Jean Chrétien, era considerado un federalista incondicional.
Tras la elección de Paul Martin como líder liberal en Canadá, Dion fue destituido de su cargo, sobre todo debido a su asociación con el líder saliente Jean Chrétien. En julio de 2004 fue nombrado Ministro de Medio Ambiente (2004-2006).
En abril de 2006 anunció su candidatura a liderar el Partido Liberal de Canadá sobre la base de la justicia social, la prosperidad económica y la durabilidad medioambiental, una combinación que incorporaría a Canadá de lleno en el siglo XXI. El 2 de diciembre fue elegido en cuarta votación frente a Michael Ignatieff con el 54,7 % de los votos. Logró la victoria, según los analistas, al amplio apoyo que logró del clan Gerard Kennedy, grupo en el que estaba Justin Trudeau que en 2013 pasó a liderar el Partido Liberal y en 2015 ganó las elecciones legislativas y fue nombrado primer ministro. Su antecesor en el cargo fue Bill Graham.
En las elecciones del 14 de octubre de 2008 el Partido Liberal logró tan sólo 76 diputados, uno de los resultados más bajos de su historia. Tras unos días de reflexión Dion anunció su dimisión y que se mantendría al frente del partido de manera interina hasta la elección de su sustituto. En mayo de 2009 fue oficialmente designado Michael Ignatieff.
De su obra La política de la claridad. Discursos y escritos sobre la unidad canadiense (Le pari de la franchise. Discours et écrits sur l’unité canadienne) hay una recensión de Laureano Xoaquín Araujo Cardalda publicada en Revista de Investigaciones Políticas y Sociológicas (RIPS), vol. 4, n.º 2, 2005, págs. 302-305 ( (enlace roto disponible en Internet Archive; véase el historial, la primera versión y la última).).
[Stéphane Dion, El País,  22 jul 2017 https://elpais.com/politica/2017/07/22/actualidad/1500733917_804383.html “La democracia y el principio de legalidad son inseparables”]== Referencias ==
1. ↑  «Stéphane Dion: “La secesión no es compatible con la democracia”». Economista Digital. 10 de marzo de 2014. Archivado desde el original el 4 de marzo de 2016. Consultado el 20 de octubre de 2015.
2. ↑  «“No es muy útil esconderse detrás de una Constitución”. Entrevista». El País. 14 de septiembre de 2014. Consultado el 20 de octubre de 2015.
3. ↑  «Stéphane Dion reste... en attendant» (en francés). Radio Canadá. 21 de octubre de 2008. Consultado el 20 de octubre de 2015.
4. ↑  «Ignatieff couronné». Radio Canadá. 3 de mayo de 2009. Consultado el 20 de octubre de 2015.